# 대한민국 형사소송법 제345조
대한민국 형사소송법 제415형사소송법조는 재항고에 대한 형사소송법의 조문이다.

## 조문
제345조(상소권회복청구권자) 제338조 내지 제341조의 규정에 의하여 상소할 수 있는 자는 자기 또는 대리인이 책임질 수 없는 사유로 인하여 상소의 제기기간 내에 상소를 하지 못한 때에는 상소권회복의 청구를 할 수 있다.

## 참고 문헌
- 손동권 신이철, 새로운 형사소송법(초판, 2013), 세창, 2013. ISBN 9788984114081